# 克拉斯諾吉爾卡 (埃米利奇涅區)
50°48′25″N 27°56′59″E / 50.80694°N 27.94972°E
克拉斯諾吉爾卡（烏克蘭語：Красногірка），是烏克蘭北部的村莊，隸屬日托米爾州的茲維亞赫爾區。該村面積0.39平方公里，海拔高度213米，2001年人口70，人口密度每平方公里181.35人。